# Major Distribution
«Major Distribution» — промо-сингл американського репера 50 Cent з його студійного альбому Street King Immortal. Прем'єра треку відбулась 20 грудня 2012 на шоу DJ Enuff на радіостанції Hot 97.
У липні в інтерв'ю DJ Whoo Kid 50 Cent підтвердив про запис куплету Young Jeezy у другій половині 2012.

## Відеокліп
У грудні-січні зняли кліп, режисер: Ейф Рівера. Камео: Kidd Kidd, Kurupt, Даз Діллінджер. Тізер оприлюднили на YouTube-каналі виконавця 20 грудня перед релізом композиції. Прем'єра відеокліпу відбулася 23 січня 2012 на VEVO-каналі 50 Cent. Відео стало приступним для завантаження на iTunes Store 28 січня.
У кліпі син репера Kidd Kidd носить ланцюг Gunplay, підписанта лейблу Maybach Music Group. У нього відібрали прикрасу за лаштунками церемонії BET Hip Hop Awards 2012 під час вуличної бійки. Проте, за словами 50 Cent, у відео показано інший ланцюг, вироблений на його замовлення з метою шокувати хіп-хоп спільноту.

## Чартові позиції
| Чарт (2013)                                   | Найвища позиція |
| --------------------------------------------- | --------------- |
| US Bubbling Under Hot 100 Singles (Billboard) | 13              |
| Велика Британія (UK R&B Chart)                | 32              |

## Історія виходу
| Країна | Дата          | Формат              | Лейбл                        |
| ------ | ------------- | ------------------- | ---------------------------- |
| Канада | 5 лютого 2013 | Завантаження музики | Shady, Aftermath, Interscope |
| США    | 5 лютого 2013 | Завантаження музики | Shady, Aftermath, Interscope |